# Route du jade

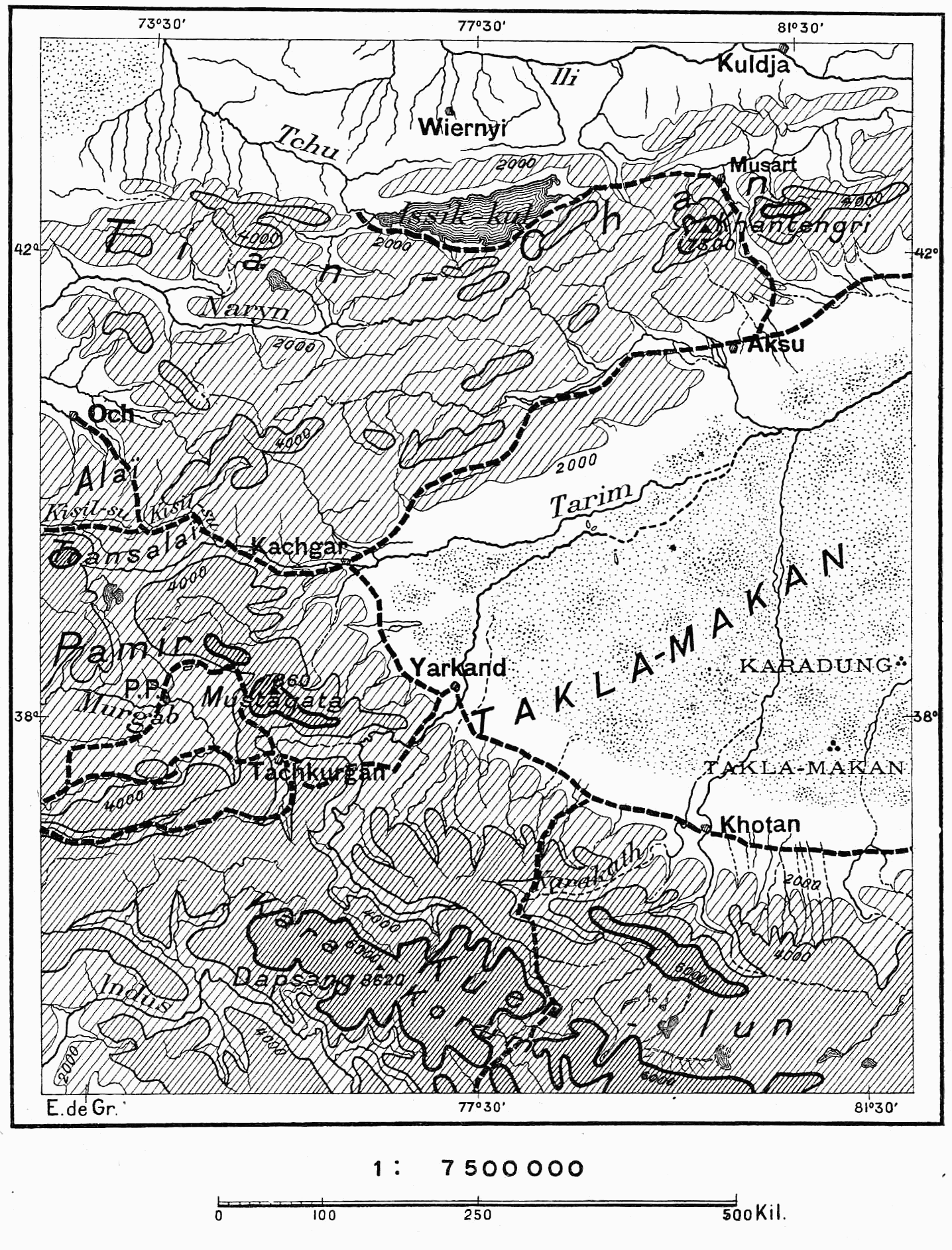
carte de la route de jade

La route du jade relie la Chine à la Birmanie. Elle serait l'ancêtre de la route de la soie et trouve son origine dans le nom d'une pierre précieuse : le jade, une pierre verte ou blanche qui conférait puissance et protection aux empereurs asiatiques, les seuls autorisés à en porter et que les Chinois ont fait venir pendant plus de deux mille ans des oasis du centre de l'Asie. Extraite des mines des Monts de la Lune dans l'Himalaya et récoltée dans les rivières qui vont mourir dans le désert du Taklamakan, la pierre a fait la célébrité de ces cités - oasis d'où les caravanes partaient, créant ainsi un commerce d'État au seul bénéfice de l'Empereur.
Cette route du jade se trouve dans la région du Xinjiang, à l'Ouest de la Chine. C'est la région autonome des Ouïghours.
Cette route était à l'origine une simple piste et était empruntée par des caravanes muletières qui convoyaient jade et pierres précieuses de Birmanie. "La route du jade longeait le Tibet du Nord et les régions les plus hostiles de l’Asie, les plus reculées du monde, où les voyageurs se perdent encore. Ainsi cette pierre cheminait - elle vers le Levant, la soie vers l’Occident", écrit Thierry Zarcone dans La Route du jade. Ce fut aussi un chemin d’invasion emprunté jadis par les guerriers mongols, puis par des militaires durant la Seconde Guerre mondiale
La route du jade partirait de Lijiang (ville de la province du Yunnan, en Chine), pour arriver à Mandalay (la deuxième plus grande ville de la Birmanie)[réf. souhaitée]. 
C'est au IIe siècle av. J.-C., notamment grâce à l'explorateur chinois Zhang Qian, que la Chine s'ouvre aux relations commerciales à l'Ouest et réinvestit la route du jade. Par la suite, c’est l’empereur Wou de la dynastie Han, curieux des peuples lointains, qui la redécouvre en envoyant des caravanes d’exploration chargées de cadeaux. Un premier commerce s’établit assez vite car, les romains étaient très friands de ces produits exotiques et luxueux. Porcelaines, jades, laques, ambre et bien sûr de la soie, étaient alors régulièrement transportées par les Parthes qui organisaient ce commerce.

## Quelques villes étapes
Voici quelques villes traversées par la route du jade :
Villes chinoises : Kunming ; Dali ; Tengchong.
Villes birmanes : Baoshan (frontière birmane et fleuve Mékong) ; Pagan ; Lashio ; Mandalay.

## Personnes ayant emprunté cette route
- Faxian est un moine bouddhiste qui effectua un pèlerinage entre 399[3] et 414 en passant par la Grande Muraille de Chine, le désert de Gobi pour arriver à Khotan dans la région du Xijiang en Chine.
- Rabban Bar Sauma (1225-1294) est un moine nestorien qui emprunta la route du jade pour effectuer une mission diplomatique en Europe pour le compte d'un souverain mongol en 1278[3]. A la même époque Marco Polo fit le voyage inverse[réf. nécessaire].